# Fulgurit-Werk Luthe
Die Fulgurit-Werke Adolf Oesterheld, so die spätere Firma, waren ein 1912 von Adolf Oesterheld in Luthe (seit 1974 Ortsteil von Wunstorf) am Standort Eichriede gegründetes Unternehmen zur Herstellung von Asbest-Produkten aus Faserzement. Vor dem Zweiten Weltkrieg wurden bis zu 60 Prozent der Produktion exportiert.

## Geschichte
Im Jahr 1937 waren 620 Mitarbeiter in drei Schichten auf dem 145.000 Quadratmeter großen Werksgelände beschäftigt. Handwerker arbeiteten in Sägerei, Tischlerei, Zimmerei, Formerei, Schlosserei und Schmiede. Die bebaute Fläche der (mit Fulgurit gedeckten) Hallen betrug 40.000 Quadratmeter. Die Kraftzentrale mit einem weithin sichtbaren Schornstein leistete 1.500 Pferdestärken. Zum Winter 1941 musste auf die Verbrennung der minderwertigen Deisterkohle umgestellt werden, die mit werkseigenen Fahrzeugen mit Holzgas-Antrieb vom Deister herangeschafft wurde.
Durch die Einberufungen zur Wehrmacht im Zweiten Weltkrieg fehlten Arbeiter: Im September 1942 waren nur noch 350 Arbeitskräfte im Werk. Man reagierte mit Rationalisierungen, indem z. B. das Betriebsgelände befestigt (größtenteils betoniert) wurde, so dass schwere Plattenstapel mit elektrischen Hubwagen transportiert werden konnten. So wurde die Produktivität pro Beschäftigten von 6.000 Reichsmark 1936 auf 9.500 Reichsmark im Jahr 1941 gesteigert. Außerdem wurden ab dem Jahr 1940 Kriegsgefangene und Zwangsarbeiter beschäftigt, die in bewachten werkseigenen „Ausländerlägern“ untergebracht wurden. Laut nicht nachprüfbaren Angaben des Unternehmens aus dem Jahr 1949 waren dies „ca. 50 belgische und französische Kriegsgefangene von 1940 bis 1942; ca. 85 russische Kriegsgefangene (Offiziere) 1942; ca. 80 Ostarbeiter (Männer, Frauen und Kinder aus der Ukraine) von 1942 bis 1945; 220 italienische Kriegsgefangene von 1943 bis 1945“. Weitere Einzelheiten, so die Stellungnahme der Fulguritwerke, könnten nicht gegeben werden, „da die Akten abhanden gekommen sind“. Erst die Eternit AG hat nach der Übernahme im Jahr 2000 historische Verantwortung gezeigt und an die Stiftung „Erinnerung, Verantwortung und Zukunft“ der Bundesregierung und der deutschen Wirtschaft für die Entschädigung der Zwangsarbeiter gezahlt.
Vor dem Krieg war es bereits gelungen, einen für zwei Jahre reichenden Vorrat an Rohasbest aus Kanada und Südafrika zu importieren. Im Zuge des Anfang 1940 zwischen der Sowjetunion und dem Deutschen Reich geschlossenen Wirtschaftsabkommens, das den Austausch kriegswichtiger Rohstoffe vorsah, konnten die Fulgurit-Werke erfolgreich über die Lieferung von 12.000 t Rohasbest verhandeln, die noch kurz vor dem deutschen Überfall auf die Sowjetunion nach Deutschland transportiert wurden.
Da die Verwendung von Asbest für die zivile Fertigung im Krieg verboten war, musste bzw. konnte Osterheld seinen Asbestvorrat für die Produktion von Rüstungsgütern zur Verfügung stellen und verwenden. Für Bunker und Luftschutzräume wurden 1 Million elektrische Kocher und 100.000 Heizöfen produziert.
Nach dem Zweiten Weltkrieg war Oesterheld der alleinige Inhaber der Fulgurit-Gruppe und beschäftigte um das Jahr 1950 ca. 500 Mitarbeiter. Dank erfolgreicher Exploration und nachfolgendem Serpentinit-Asbest-Abbau in der Türkei wurde das Unternehmen vom Weltmarkt, besonders von teureren Importen aus Kanada, unabhängig und konnte expandieren.
An verkehrsgünstigen Standorten wurden weitere Betriebe gegründet: 1950 in Blaubeuren, 1958 in Salmünster und 1963 in Dettelbach. Mit einem Netz von Fulgurit-Depots wurden Handel und Handwerk mit Asbestzementprodukten versorgt. Eigene Planungsbüros berieten bei der Ausführung von Asbestzementbauvorhaben.
Das Unternehmen begannen 1954 mit einer automatisierten Wellplattenfertigung, bei der Platten aus einem Guss entstanden. Die verschiedenen Produktionsanlagen wurden durch automatische Förderanlagen miteinander verbunden.
Mehrere Werke in der Bundesrepublik fertigten in mehreren Schichten auf Hochleistungsmaschinen Wellplatten, Dachplatten, Fassadenplatten, Plantafeln, Rohre, Formstücke, Fensterbänke, Lüftungsanlagen usw., darunter auch Fulgutherm-PVC-Lichtplatten und Bauelemente.
Bis zum Verbot von Asbest ab 1993 in Deutschland wurde das Fulgurit-Werk mit bis zu 1300 Mitarbeiter einer der größten Hersteller in Deutschland.
Das Werk wurde im Jahr 2000 von der Eternit AG übernommen und Ende 2003 geschlossen. Die Entsorgung der nach der Werksschließung zurückgebliebenen und erst mehr als 10 Jahre später entdeckten Abraumhalde mit 170.000 Tonnen Asbestschlämmen scheiterte am Widerstand von Deponie-Anwohnern und Umweltaktivisten in Schleswig-Holstein und Mecklenburg-Vorpommern. Ihr Abtransport auf Deponien in Mecklenburg-Vorpommern wurde 2012 wegen der hohen Umweltgefahren untersagt. Sie wurde vor Ort stabilisiert, mit Kunststoffplanen versiegelt und begrünt.